# Blair Evans
Blair Evans (Perth, 3 aprile 1991) è un'ex nuotatrice australiana.

## Palmarès
- Giochi olimpici

Londra 2012: argento nella 4x200m sl.
- Mondiali

Shanghai 2011: argento nella 4x200m sl.
- Mondiali in vasca corta

Dubai 2010: argento nella 4x200m sl.
- Giochi del Commonwealth

Delhi 2010: oro nella 4x200m sl.
Gold Coast 2018: bronzo nei 400m misti.
- Giochi PanPacifici

Irvine 2010: argento nella 4x200m sl, bronzo nei 200m sl e nei 400m sl.